# 히어만캥거루쥐
히어만캥거루쥐(Dipodomys heermanni)는 주머니생쥐과에 속하는 설치류의 일종이다. 미국 캘리포니아주의 토착종이다. 분포 범위는 타호 호수부터 포인트 컨셉션까지 북쪽에서 남쪽으로 확대되고, 시에라 네바다 산맥부터 태평양까지 동쪽에서 서쪽까지 제한된다. 그러나 작은 분포 범위에도 불구하고 국제 자연 보전 연맹(IUCN)이 히어만캥거루쥐를 "관심대상종"으로 분류하고 있다.